# Furipteridae
Los furiptéridos (Furipteridae) son una familia de murciélagos que contiene dos géneros monoespecíficos, Amorphochilus y Furipterus, ambos propios de América Central y Sudamérica. Evolutivamente son cercanos a las familias Natalidae y Thyropteridae, todos ellos pertenecientes al taxón Vespertilionoidea (la mayor de las cuatro superfamilias de los microquirópteros.
Son insectívoros y viven en muchos hábitats diferentes; suelen alojarse, como la mayoría de los murciélagos, en cuevas. Su fórmula dentaria es 2/3, 1/1, 2/3, 3/3 = 36.

## Taxonomía
- Género Amorphochilus
  - Amorphochilus schnablii

- Género Furipterus
  - Furipterus horrens